# أزمة ائتمان
أزمة الائتمان (المعروفة أيضا باسم أزمة الائتمان، وأزمة مالية أو أزمة الائتمان) هي نقص التوافر العام للقروض (أو الائتمان) أو التشديد المفاجئ في الشروط المطلوبة للحصول على قرض من البنوك.وأزمة الائتمان عموما تنطوي على نقص توافر الائتمان مستقلة عن الارتفاع الرسمي لسعر الفائدة. في مثل هذه الحالات، العلاقة بين توافر الائتمان وأسعار الفائدة تتغير ضمنيا، ان مثل هذه القروض إما أن تصبح أقل في الإتاحة في أي نسبة فائدة رسمية، أو يتوقف عن أن يكون هناك علاقة واضحة بين معدلات الفائدة، وتوافر التسهيلات الائتمانية (أي حدوث تقنين الائتمان). مرات كثيرة، أزمة الائتمان يرافقها قفزة إلى نوعية من جانب المقرضين والمستثمرين، لأنهم يسعون للاستثمارات الأقل مخاطرة (في كثير من الأحيان على حساب المؤسسات الصغيرة والمتوسطة الحجم).

## الخلفية والأسباب
هناك عدد من الأسباب التي تجعل البنوك قد تتوقف فجأة أو تبطيء نشاط الإقراض. هذا قد يكون راجعا إلى توقع حدوث انخفاض في قيمة الضمانات التي تستخدمها المصارف لتأمين القروض، التغييرات الخارجية في الأوضاع النقدية (على سبيل المثال، حيث أن البنك المركزي فجأة وبشكل غير متوقع يثير الشروط الاحتياطية أو يفرض قيودا جديدة على الإقراض)، والحكومة المركزية فرضت قيودا على القروض المباشرة على النظام المصرفي؛ أو حتى زيادة إدراك المخاطر بشأن الملاءة المالية للبنوك أخرى داخل النظام المصرفي.
والأزمة الائتمان غالبا ما يكون سببها فترة طويلة من الإهمال والإقراض غير مناسب مما يؤدي إلى خسائر لمؤسسات الإقراض والمستثمرين في الديون، والقروض عندما تسوء والمدى الكامل للديون المعدومة يصبح معروفا. هذه المؤسسات قد تقمو بالحد من توافر الائتمان، وترفع تكلفة الحصول على الائتمان عن طريق رفع أسعار الفائدة. المقرضين في بعض الحالات قد يكونوا غير قادرين على قرض المزيد، حتى لو رغبوا في ذلك، نتيجة للخسائر في وقت سابق.
الأزمة عموما تكون بسبب حدوث انخفاض في أسعار السوق من الأصول المتضخمة سابقا، وتشير إلى أن الأزمة المالية التي تنتج من انهيار الأسعار. هذا يمكن أن يؤدي إلى الهيمنة على نطاق واسع أو الإفلاس لهؤلاء المستثمرين وأصحاب المشاريع الذين جاءوا في وقت متأخر إلى السوق، حيث ارتفعت أسعار الأصول المتضخمة سابقا وبشكل هعام انخفاضا حادا. في المقابل، هناك أزمة السيولة يتم تشغيلها عندما تجد الا‘مال نفسها عاجزة عن الوصول مؤقتا للتمويل الذي تحتاجه لتوسيع أعمالها، أو لتدفق المدفوعات النقدية. في هذه الحالة، الحصول على خطوط ائتمان إضافية و«التداول من خلال» الأزمة يسماح لرجال الأعمال بالمرور من خلال المشكلة وضمان استمرار قدرة دفع الديون والبقاء. غالبا ما يكون من الصعب أن نعرف، في خضم الأزمة، إذا كانت الشركات المتعثرة التي تعاني من أزمة في الملاءة المالية قادرة على مواجهة أزمة سيولة مؤقتة.
في حالة وجود أزمة الائتمان، قد يكون من الأفضل أن «علامة على السوق»—وإذا لزم الأمر، أو بيع أو الذهاب إلى التصفية إذا كان رأس المال من الأعمال التجارية المتضررة غير كافية لبقاء على قيد الحياة في مرحلة ما بعد الطفرة مرحلة من مراحل دورة الائتمان. ومن ناحية أخرى في حالة حدوث أزمة سيولة، قد يكون من الأفضل لمحاولة الحصول على خطوط ائتمان إضافية، كما أن الفرص المتاحة للنمو تكون موجودة بمجرد التغلب على أزمة السيولة.
و أزمة الائتمان ذات المدى الطويل تكون ضد الممارسات الرخيصة والسهلة ووفيرة الإقراض (يشار إليها أحيانا باسم «الأموال السهلة» أو «الائتمان الفضفاض»). خلال مرحلة تصاعدية في دورة الائتمان، أسعار الأصول تدخل في نوبات من المنافسة المحمومة، وتقديم عروض الاستدانة، حفز التضخم في سوق معينة من الأصول. ويمكن أن يتسبب بعد ذلك في مضاربة الأسعار "فقاعة" للتطوير. وهذا التحسن في خلق ديون جديدة أيضا يزيد المعروض من النقود، ويحفز على النشاط الاقتصادي، وهذا يؤدي أيضا إلى رفع النمو الاقتصادي والعمالة مؤقتا.
في كثير من الأحيان أنها ليست سوى التأمل في أن المشاركين في فقاعة اقتصادية فندرك أن نقطة الانهيار واضحة. في هذا الصدد، يمكن أن تكون للفقاعات الاقتصادية خصائص ديناميكية تختلف عن مخطط بونزي أو المخططات الهرمية.
كما لاحظ جون مينارد كينز في عام 1931 خلال الكساد العظيم: "المصرف الحق، للأسف، ليس هو الذي يتوقع الخطر ويتجنبه، وإنما هو الذي، عندما يفلس، فإنه يفلس بالطريقة التقليدية جنبا إلى جنب مع زملاءه، لذلك لا يستطيع أحد أن يلومه فعلا.

## بيان المراجع
- جورج كوبر، وأصل الأزمات المالية (2008 : لندن، هاريمان البيت) ISBN 1-905641-85-0
- غراهام تيرنر، وأزمة الائتمان: فقاعات الإسكان، العولمة والأزمة الاقتصادية في جميع أنحاء العالم (2008 : لندن، مطبعة بلوتو)، (ردمك 978-0-7453-2810-2)